# Nawal al-Sa'dawi
Nawāl al-Saʿdāwī (in arabo نوال السعداوى‎?; Kafr Tahla, 27 ottobre 1931 – Il Cairo, 21 marzo 2021) è stata una scrittrice, psichiatra, saggista, nonché militante femminista egiziana.
(Nawal al-Sa'dawi)
Molto nota nei paesi arabi ma anche in altre parti del mondo, ha scritto numerosi libri sulla condizione della donna dell'Islam, dedicando particolare attenzione alla pratica della mutilazione genitale femminile, ancora presente in alcune parti della società egiziana.

## Biografia

### Gioventù
Al-Saʿdawi nacque in un piccolo villaggio nilotico, chiamato Kafr Tahla, in una famiglia di otto figli. Suo padre era un funzionario governativo del ministero dell'Educazione Nazionale, che aveva preso parte alle lotte contro i britannici nel corso della rivoluzione del 1919: era un uomo moderatamente progressista ed educò la figlia al rispetto di se stessa e alla libertà d'espressione.
La futura scrittrice iniziò a contestare le leggi retrograde e bigotte all'età di 5 anni, in alcuni scritti rivolti direttamente a Dio.

### Perorazione contro la pratica della mutilazione genitale femminile
In giovane età al-Saʿdawi subì la mutilazione dei propri organi genitali. Appena diventata adulta ella scrisse sull'argomento assumendo una posizione estremamente critica. Così scrisse della morte della dodicenne Bedur Shaker durante un intervento mutilante di cosiddetta "circoncisione femminile" (clitoridectomia):
( Egypt Officials Ban Female Circumcision. URL consultato il 4 giugno 2008 (archiviato dall'url originale il 2 luglio 2007).)

### Età adulta e carriera
Al-Saʿdawi studiò medicina nell'Università statale del Cairo, laureandosi nel 1955.
Mentre operava come medico nel suo villaggio natale di Kafr Tahla, osservò le brutali ineguaglianze sociali cui erano sottoposte le donne in quell'ambiente rurale. Dopo aver tentato di proteggere una delle sue pazienti dalle violenze domestiche che pativa, al-Saʿdawi fu richiamata al Cairo. Divenne Direttrice della Sanità Pubblica e qui incontrò il suo terzo marito, Sherif Hetata, che ricopriva un incarico presso il ministero della Sanità. Hetata era stato prigioniero politico per 13 anni.
Al-Saʿdawi fu allontanata dal suo incarico presso il ministero della Sanità come conseguenza delle sue attività politiche. Pressioni similari le costarono il successivo posto di redattore-capo di un giornale sanitario e di Segretario Generale aggiunto dell'Associazione Medica in Egitto. Dal 1973 al 1976 lavorò come ricercatrice nel campo delle nevrosi nella Facoltà di Medicina dell'Università statale di ʿAyn Shams, al Cairo. Dal 1979 al 1980 è stata consigliera delle Nazioni Unite per il Women's Programme in Africa (ECA) e Medio Oriente (ECWA).
Considerata a lungo una persona controversa e pericolosa dal governo egiziano, al-Saʿdawi fu incarcerata nel settembre del 1981, insieme a molti altri obiettori del Trattato di pace di Gerusalemme firmato dal Presidente Anwar al-Sadat. Fu rilasciata alla fine dell'anno, un mese dopo l'assassinio del Presidente della Repubblica. Di quella sua esperienza ha scritto: "Il pericolo ha fatto parte della mia vita fin da quando ho impugnato una penna e ho scritto: 'Niente è più pericoloso della verità in un mondo che mente'".
Nel 1991, quando era minacciata di morte dai fondamentalisti di matrice islamica, al-Saʿdawi si recò in Carolina del Nord e insegnò presso la Duke University e la Washington State University. Nel 1996 tornò in Egitto. Continuò nella sua azione attivistica e prese in considerazione la possibilità di presentarsi candidata alle elezioni presidenziali del 2005, prima di rinunciare per inosservanza delle norme che regolamentano la presentazione delle candidature da parte dei nuovi candidati.
Nel 2004 ricevette il Premio Nord-Sud dal Consiglio d'Europa.

### Attività letteraria
Al-Saʿdawi aveva cominciato a scrivere presto. Le sue prime opere includono una selezione di racconti intitolata Ho imparato ad amare (1957) e la novella Memorie di una dottoressa (1958). In seguito pubblicò numerose novelle e brevi romanzi. Al-Saʿdawi è stata pubblicata in varie antologie e tradotta in più di 20 lingue.
Nel 1972 scrisse il suo primo saggio, Donne e sesso, che evocava il suo antagonismo con le autorità supreme politiche e religiose del suo Paese e che indusse alle dimissioni il ministro della Sanità. Tra le altre sue opere, The Hidden Face of Eve, God Dies by the Nile, The Circling Song, Searching, The Fall of the Imam and Woman at Point Zero. Con l'avvento di internet, mise online alcuni dei suoi lavori.

## Opere principali
- Memoirs of a Woman Doctor (1960, 1980; tradotto in inglese da Catherine Cobham, 1989)
- Searching (1968; tradotto in inglese da Shirley Eber, 1991)
- God Dies by the Nile
- The Death of the Only Man in the World (1974; tradotto in inglese da Sherif Hetata, 1985)
- The Hidden Face of Eve: Women in the Arab World (1977; tradotto in inglese da Sherif Hetata, 1980)
- The Circling Song (1978; tradotto in inglese da Marilyn Booth, 1989)
- Death of an Ex-Minister (1980; tradotto in inglese da Shirley Eber, 1987)
- She Has No Place in Paradise (1979; tradotto in inglese da Shirley Eber)
- Woman at Point Zero (1979)
- Two Women in One (1983; tradotto in inglese da Osman Nusairi e Jana Gough, 1985)
- The Fall of the Imam (1987; tradotto in inglese da Sherif Hetata, 1988)
- Memoirs from the Women's Prison (1984; tradotto in inglese da Marilyn Booth, 1994)
- North/South: The Nawal Al Saadawi Reader (1997)
- A Daughter of Isis
- Al-hubb fī zamān al-naft: riwāya (2001; tradotto in italiano da Marika Macco: L'amore ai tempi del petrolio, 2008)

### Pubblicazioni in Italia
- Firdaus. Storia di una donna egiziana, traduzione di Silvia Federici, collana Astrea, Giunti, Firenze, 1986,  pp. 120 pp., ISBN 978-88-09-02309-3.
- Dio muore sulle rive del Nilo, traduzione di Irene Pologruto, Eurostudio, Torino, 1989,  pp. 179 pp., ISBN 978-88-85956-02-5.
- Una figlia di Iside. L'autobiografia di Nawal El Saadawi, collana Specchi, Nutrimenti, Roma, 2002,  pp. 300 pp., ISBN 978-88-88389-05-9.
- Dissidenza e scrittura. Conversazione sul mio itinerario intellettuale, collana Università internazionale del secondo Rinascimento, Spirali, Milano, 2008,  pp. 141 pp., ISBN 978-88-7770-837-3.
- L'amore ai tempi del petrolio, traduzione di Marika Macco, introduzione di Luisa Morgantini, collana Altriarabi (n. 2), il Sirente, Fagnano Alto, 2009,  pp. 135 pp., ISBN 978-88-87847-16-1.
- Zeinab, traduzione di Federica Pistono,, collana biblioteca araba, Atmosphere libri, 2018, ISBN 978-88-6564-205-4.
- Memorie di una donna medico, traduzione di Stefania Dell’Anna, Fandango Libri, Roma, 2019, 106 pp., ISBN 9788860442147

## Premi
- Honorary Doctorate, University of York, United Kingdom, 1994
- Honorary Doctorate, University of Illinois at Chicago, 1996
- Honorary Doctorate, University of St. Andrews-Scotland, 1997
- First Degree Decoration of the Republic of Libya, 1989
- Literary Award of Gubran, (Arab Association of Australia Award), 1988
- Literary Award by the Franco-Arab Friendship Association, Parigi, Francia, 1982
- Literary Award by the Supreme Council for Arts and Social Sciences, Cairo, Egitto, 1974
- XV Premio Internazionale della Catalogna, 2003
- Honorary Doctorate Degree, University of Tromsø, Norvegia, 2003
- International Writer of the Year for 2003, nominated by the International Biographical Centre, Cambridge, Inghilterra
- Great Minds of the 21st Century Award, American Biographical Institute North Carolina, Stati Uniti, 2003
- North South Prize 2004, the Council of Europe (Lisbon, 25 ottobre 2004)
- Inana International Prize, Brusselles Belgio 2005